# Викторов, Владимир Николаевич
Владимир Николаевич Викторов (2 июня 1929 — 16 мая 2014, Каменск-Уральский, Свердловская область, Россия) — советский металлург, старший кольцевой стана Синарского трубного завода Министерства чёрной металлургии СССР, Свердловская область. Герой Социалистического Труда (1971).

## Биография
Трудился старшим кольцевого стана на Синарском трубном заводе в Каменске-Уральском. Досрочно выполнил производственные задания семилетки (1959—1965) и свои собственные социалистические обязательства, за что 22 марта 1966 года был награждён орденом Ленина.
Позднее возглавлял бригаду, которая досрочно выполнила задания Восьмой пятилетки (1966—1970), сделав около трёх миллионов сверхплановых метров труб. Указом Президиума Верховного Совета СССР от 30 марта 1971 года за выдающиеся успехи, достигнутые в выполнении заданий пятилетнего плана по развитию чёрной металлургии удостоен звания Героя Социалистического Труда с вручением ордена Ленина и золотой медали «Серп и Молот».
Избирался делегатом XXIII съезда КПСС.
После выхода на пенсию проживал в Каменске-Уральском. Скончался 16 мая 2014 года, похоронен на Ивановском кладбище Каменска-Уральского.